# Β-L-ラムノシダーゼ
β-L-ラムノシダーゼ(beta-L-rhamnosidase、)は、β-L-ラムノシドのβ-L-ラムノース残基の非還元末端を加水分解する酵素である。系統名は、β-L-ラムノシド ラムノヒドロラーゼ(beta-L-rhamnoside rhamnohydrolase)である。